# 阿努克·弗兰肯·佩特斯
阿努克·弗兰肯·佩特斯（荷蘭語：Anouck Vrancken Peeters，2003年2月13日—），荷兰女子网球运动员。
弗兰肯·佩特斯来自海牙，是LTC Naaldwijk网球俱乐部的成员。她于2023年转为职业选手，并在同年8月首次闯入成年组赛事决赛。
2025年1月，她击败了捷克球员的尼古拉·巴尔通科娃，闯入了ITF女子巡回赛W15级别奥斯陆室内网球赛的决赛。在决赛中，她击败了德国选手约西·达姆斯，赢得了她首个成年组冠军。2025年2月，她在布加勒斯特赢得了第二个W15级别冠军，决赛中战胜了阿纳斯塔西娅·库利科娃。2025年3月，她在沙姆沙伊赫击败捷克选手安娜·希什科娃，赢得了又一个该级别的冠军。
2025年6月，她获得外卡得以参加2025年利贝马公开赛的女子单打比赛，完成了她的WTA巡回赛首秀，首轮她抽到对阵新西兰选手孙璐璐，但两盘负于对手。